# Wu Han (dinastija Han)
Wu Han (tradicionalni kineski: 吳漢; pojednostavljeni kineski: 吴汉) (? - 44) bio je kineski general u službi Istočne dinastije Han. Kineska povijest ga smatraju najboljim generalom u vojsci cara Guangwua (Liu Xiu) i jednim od najzaslužnijih za obnovu dinastije Han, ali i spominju njegovu veliku okrutnost prema civilima.